# Mursa diacia
Mursa diacia là một loài bướm đêm trong họ Noctuidae.